# Trochosodon asymmetricus
Trochosodon asymmetricus är en mossdjursart som beskrevs av Bock och Cook 2004. Trochosodon asymmetricus ingår i släktet Trochosodon och familjen Biporidae. Inga underarter finns listade i Catalogue of Life.